# Канчіпурам
Канчіпу́рам — стародавній релігійний та культурний центр Південної Індії, названий «містом тисячі гопурам». Нині у сучасному Канчі 108 шиваїтських та 18 вайшнавістських храмів. Місто є адміністративним центром однойменного округу у штаті Тамілнад. 

## Клімат
Місто знаходиться у зоні, котра характеризується кліматом тропічних саван. Найтепліший місяць — травень із середньою температурою 31.7 °C (89 °F). Найхолодніший місяць — січень, із середньою температурою 24.2 °С (75.5 °F).
| Клімат Канчіпурама      | Клімат Канчіпурама | Клімат Канчіпурама | Клімат Канчіпурама | Клімат Канчіпурама | Клімат Канчіпурама | Клімат Канчіпурама | Клімат Канчіпурама | Клімат Канчіпурама | Клімат Канчіпурама | Клімат Канчіпурама | Клімат Канчіпурама | Клімат Канчіпурама | Клімат Канчіпурама |
| Показник                | Січ.               | Лют.               | Бер.               | Квіт.              | Трав.              | Черв.              | Лип.               | Серп.              | Вер.               | Жовт.              | Лист.              | Груд.              | Рік                |
| Середній максимум, °C   | 28,8               | 30,4               | 32,7               | 34,9               | 37,1               | 36,6               | 35,2               | 34,3               | 33,6               | 31,6               | 29,4               | 28,3               | 32,7               |
| Середня температура, °C | 24,2               | 25,3               | 27,3               | 30                 | 31,7               | 31,4               | 30,3               | 29,5               | 29                 | 27,5               | 25,6               | 24,3               | 28                 |
| Середній мінімум, °C    | 19,6               | 20,1               | 22                 | 25                 | 26,3               | 26,3               | 25,3               | 24,8               | 24,3               | 23,4               | 21,8               | 20,4               | 23,3               |
| Норма опадів, мм        | 25.7               | 14.6               | 8.1                | 15.8               | 54.5               | 50                 | 88.3               | 132.5              | 142.3              | 228.3              | 268.9              | 132.5              | 1161.6             |
| ----------------------- | ------------------ | ------------------ | ------------------ | ------------------ | ------------------ | ------------------ | ------------------ | ------------------ | ------------------ | ------------------ | ------------------ | ------------------ | ------------------ |
| Джерело: Weatherbase    |                    |                    |                    |                    |                    |                    |                    |                    |                    |                    |                    |                    |                    |

## Історія
Про стародавній Канчіпурам залишали свої спогади ще Калідаса та Сюаньцзан. Упродовж півтори тисячі років Канчіпурам слугував столицею тамільських династій Паллавів та Чола. Був найбільшим центром буддійської та джайністської науки. Вважають, що саме там здобували освіту Бодгідгарма й Рамануджа.
У XVII столітті місто розграбовували маратхи та Великі Моголи. У XVIII столітті його тричі завойовували англійці та французи. Канчіпурам вважається одним з семи священних міст індуїзму, що приваблює до нього багатьох паломників з усієї Індії.

## Галерея

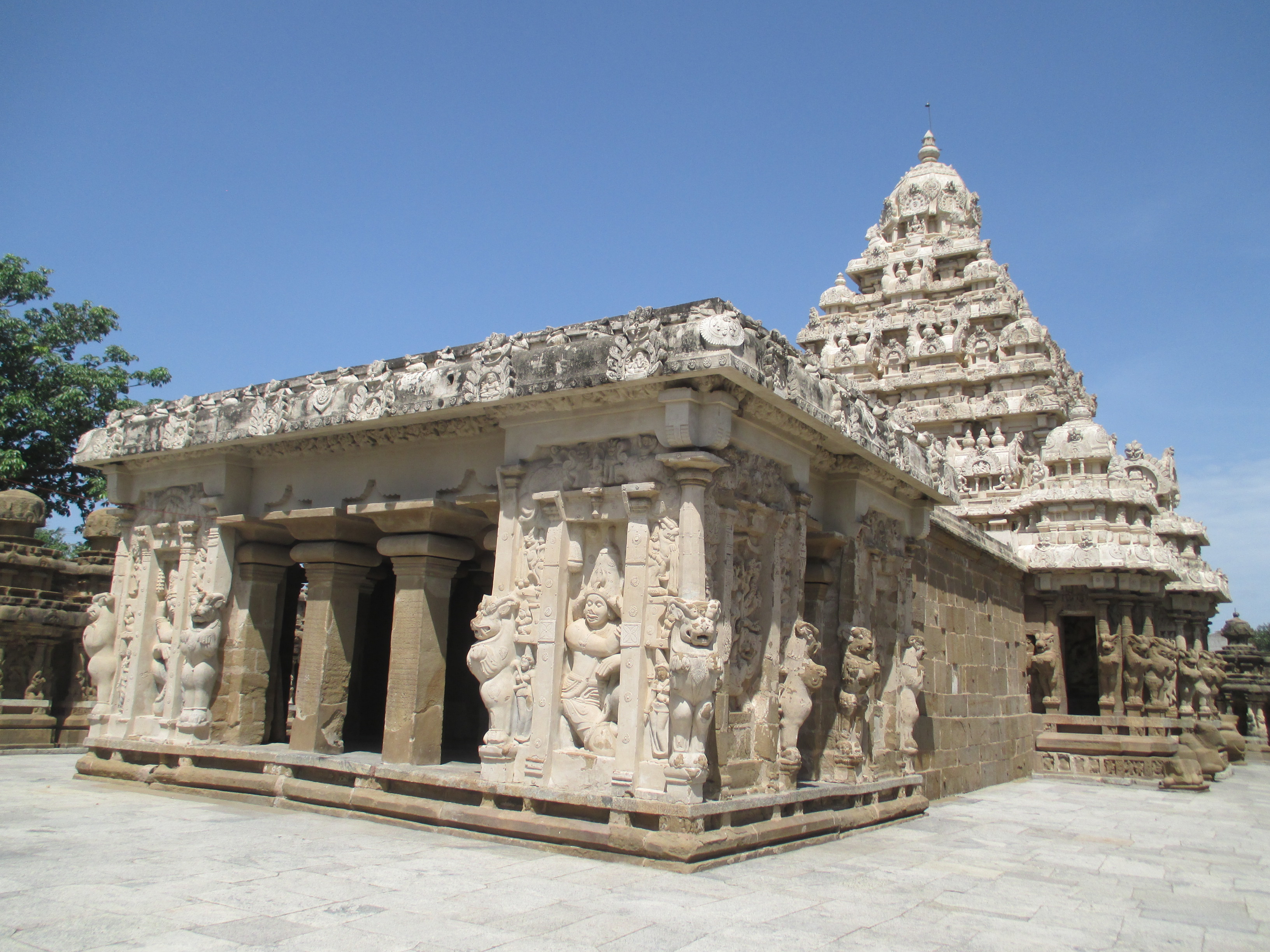
Найстаріший храм міста
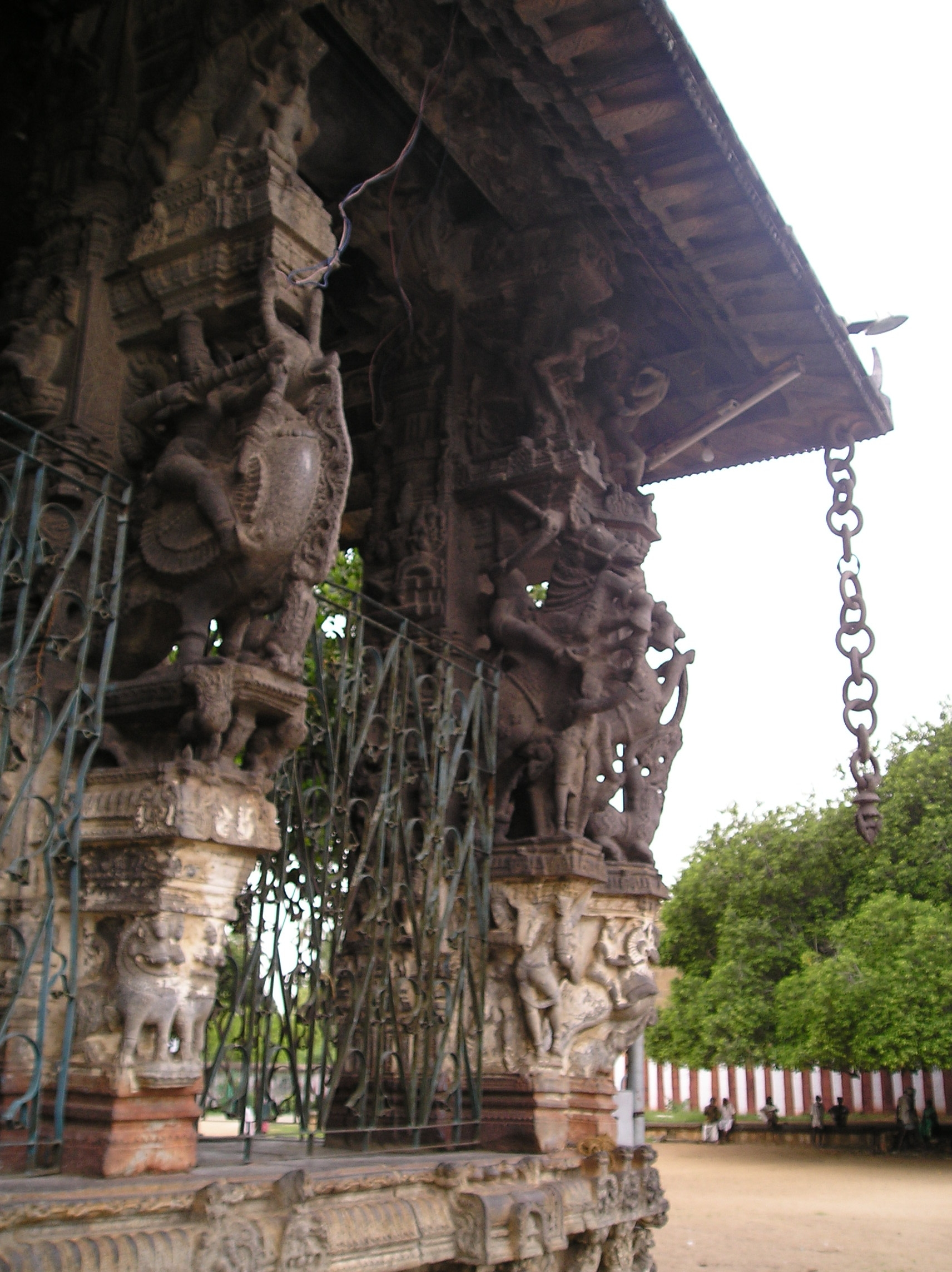
Різьблені колони одного з храмів
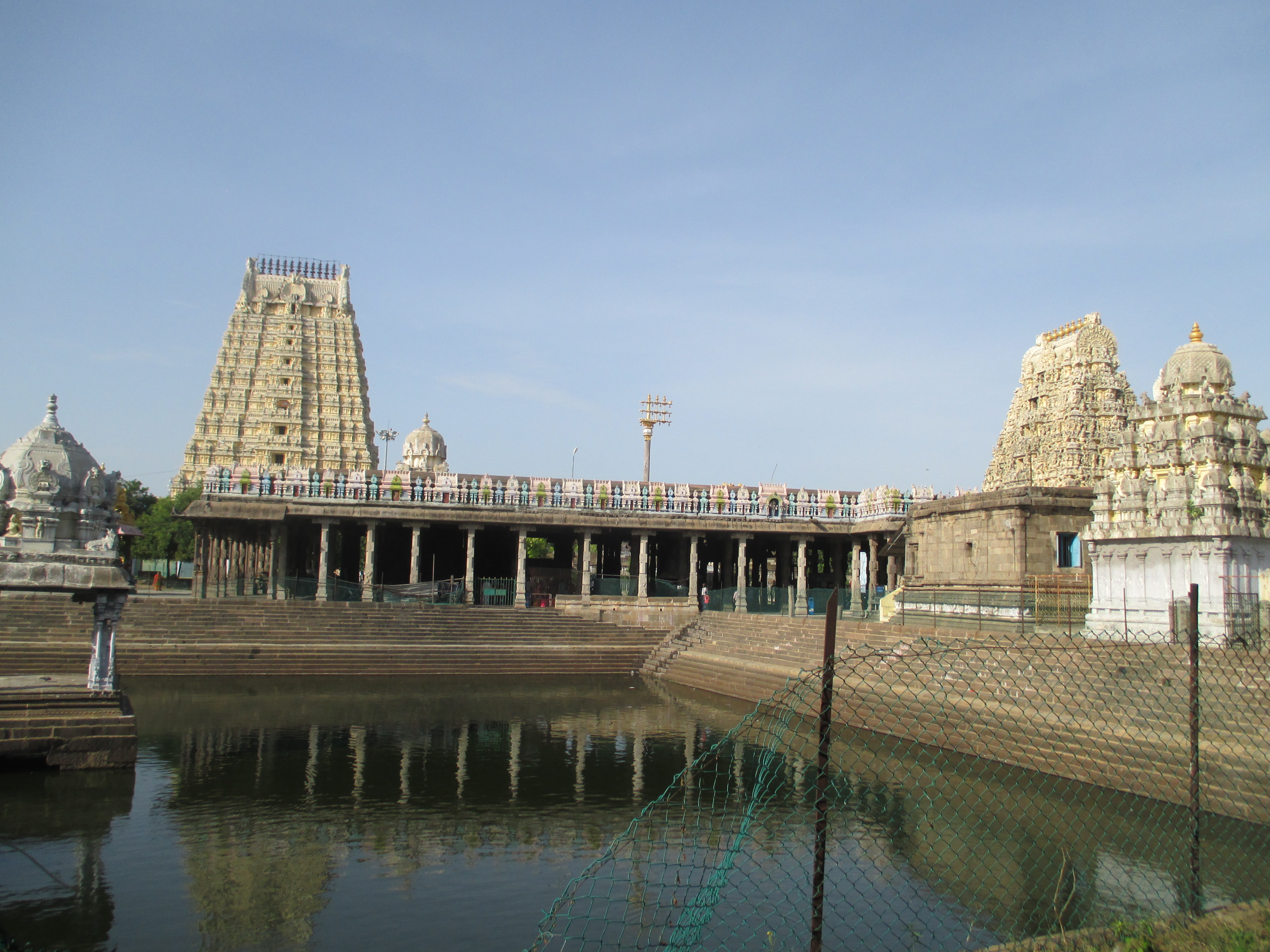
Гопурами храма